# 4-та гвардійська танкова дивізія (СРСР)
4-та гвардійська танкова Кантемирівська ордена Леніна Червонопрапорна дивізія імені Ю. В. Андропова (4 гв. ТД, в/ч 19612) — з'єднання танкових військ Радянської армії, яке існувало у 1945—1992 роках. Створена 3 липня 1945 року на основі 4-го гвардійського танкового корпусу у місті Наро-Фомінськ, Московська область. Дивізія відносилася до боєготових скороченого штату, тому була укомплектована особовим складом і технікою майже на 80 % (8000 осіб) від штатної чисельності.
Дивізія носила ім'я Юрія Андропова — Генерального секретаря ЦК КПРС СРСР (1982—1984).
Після розпаду СРСР у 1992 році дивізія перейшла до складу Збройних сил Російської Федерації.

## Історія
3 липня 1945 року на основі 4-го гвардійського танкового корпусу була створена 4-та гвадійська танкова дивізія. 13 вересня 1945-го переведена до міста Наро-Фомінськ, Московська область.
Дивізія брала участь в парадах на Красній площі.
Реорганізація від 23 травня 1953 року:
- 3-й гвардійський мотострілецький полк було перейменовано на 119-й гвардійський механізований полк
- 275-й гвардійський артилерійський полк був створений на основі 264-го гвардійського мінометного полку та 000 окремого гаубичного артилерійського дивізіону
- 76-й окремий мотоциклетний батальйон був перейменований на 137-й окремий розвідувальний батальйон
- створено 000 окрему роту хімічного захисту

у квітні 1955 року 120-й гвардійський зенітний артилерійський полк було перейменовано на 538-й гвардійський зенітний артилерійський полк.
У травні 1957 реорганізовано (наказ 12.3.57):
- 14-й гвардійський танковий полк розформовано
- 43-й гвардійський важкий танковий самохідний полк перетворено на 43-й гвардійський важкий танковий полк
- 119-й гвардійський механізований полк перейменовано на 423-й гвардійський мотострілецький полк

У 1960 році 00 окремий навчальний танковий батальйон було розформовано.
Реорганізація від 19 лютого 1962 року:
- створено 196-й окремий ремонтно-відновлювальний батальйон
- створено 339-й окремий ракетний дивізіон

У 1968 році 106-й окремий саперний батальйон було перейменовано на 330-й окремий інженерно-саперний батальйон.
У 1972 році 000 окрема рота хімічного захисту була розгорнута в 616-й окремий батальйон хімічного захисту.
У 1980 році 000 окремий моторизований транспортний батальйон було перейменовано на 1088-й окремий батальйон матеріального забезпечення.
Від 23 лютого 1984 року отримала патронімічну назву «імені Ю. В. Андропова».
У 1989 році 43-й гвардійський танковий полк був заміщений на 14-й гвардійський танковий полк.
Після розпаду СРСР у 1992 році дивізія перейшла до складу Збройних сил Російської Федерації.

## Структура
Протягом історії з'єднання його структура та склад неодноразово змінювались.

### 1946
- 12-й гвардійський танковий полк
- 13-й гвардійський танковий полк
- 14-й гвардійський танковий полк
- 3-й гвардійський мотострілецький полк
- 43-й гвардійський важкий танковий самохідний полк
- 264-й гвардійський мінометний полк
- 120-й гвардійський зенітний артилерійський полк
- 000 окремий гаубичний артилерійський дивізіон
- 240-й окремий гвардійський мінометний дивізіон
- 76-й окремий мотоциклетний батальйон
- 106-й окремий саперний батальйон
- 413-й окремий батальйон зв'язку
- 165-й окремий санітарно-медичний батальйон
- 000 окремий автомобільний транспортний батальйон
- 00 окремий навчальний танковий батальйон

### 1960
- 12-й гвардійський танковий полк (Наро-Фомінськ, Московська область)
- 13-й гвардійський танковий полк (Наро-Фомінськ, Московська область)
- 43-й гвардійський важкий танковий полк (Наро-Фомінськ, Московська область) — від 1962 43-й гвардійський танковий полк
- 423-й гвардійський мотострілецький полк (Наро-Фомінськ, Московська область)
- 275-й гвардійський артилерійський полк (Наро-Фомінськ, Московська область)
- 538-й гвардійський зенітний артилерійський полк (Наро-Фомінськ, Московська область)
- 137-й окремий розвідувальний батальйон (Наро-Фомінськ, Московська область)
- 330-й окремий саперний батальйон (Наро-Фомінськ, Московська область)
- 413-й окремий батальйон зв'язку (Наро-Фомінськ, Московська область)
- 000 окрема рота хімічного захисту (Наро-Фомінськ, Московська область)
- 165-й окремий санітарно-медичний батальйон (Наро-Фомінськ, Московська область)
- 000 окремий автомобільний транспортний батальйон (Наро-Фомінськ, Московська область)

### 1970
- 12-й гвардійський танковий полк (Наро-Фомінськ, Московська область)
- 13-й гвардійський танковий полк (Наро-Фомінськ, Московська область)
- 43-й гвардійський танковий полк (Наро-Фомінськ, Московська область)
- 423-й гвардійський мотострілецький полк (Наро-Фомінськ, Московська область)
- 275-й гвардійський артилерійський полк (Наро-Фомінськ, Московська область)
- 538-й гвардійський зенітний артилерійський полк (Наро-Фомінськ, Московська область)
- 137-й окремий розвідувальний батальйон (Наро-Фомінськ, Московська область)
- 339-й окремий ракетний дивізіон (Наро-Фомінськ, Московська область)
- 330-й окремий інженерно-саперний батальйон (Наро-Фомінськ, Московська область)
- 413-й окремий батальйон зв'язку (Наро-Фомінськ, Московська область)
- 196-й окремий ремонтно-відновлювальний батальйон (Наро-Фомінськ, Московська область)
- 000 окрема рота хімічного захисту (Наро-Фомінськ, Московська область)
- 165-й окремий санітарно-медичний батальйон (Наро-Фомінськ, Московська область)
- 000 окремий автомобільний транспортний батальйон (Наро-Фомінськ, Московська область)

### 1980
- 12-й гвардійський танковий полк (Наро-Фомінськ, Московська область)
- 13-й гвардійський танковий полк (Наро-Фомінськ, Московська область)
- 43-й гвардійський танковий полк (Наро-Фомінськ, Московська область)
- 423-й гвардійський мотострілецький полк (Наро-Фомінськ, Московська область)
- 275-й гвардійський артилерійський полк (Наро-Фомінськ, Московська область)
- 538-й гвардійський зенітний ракетний полк (Наро-Фомінськ, Московська область)
- 137-й окремий розвідувальний батальйон (Наро-Фомінськ, Московська область)
- 339-й окремий ракетний дивізіон (Наро-Фомінськ, Московська область)
- 330-й окремий інженерно-саперний батальйон (Наро-Фомінськ, Московська область)
- 413-й окремий батальйон зв'язку (Наро-Фомінськ, Московська область)
- 196th-й окремий ремонтно-відновлювальний батальйон (Наро-Фомінськ, Московська область)
- 616-й окремий батальйон хімічного захисту (Наро-Фомінськ, Московська область)
- 165-й окремий медичний батальйон (Наро-Фомінськ, Московська область)
- 1088-й окремий батальйон матеріального забезпечення (Наро-Фомінськ, Московська область)

### 1988
- 12-й гвардійський танковий полк (Наро-Фомінськ, Московська область)
- 13-й гвардійський танковий полк (Наро-Фомінськ, Московська область)
- 43-й гвардійський танковий полк (Наро-Фомінськ, Московська область)
- 423-й гвардійський мотострілецький полк (Наро-Фомінськ, Московська область)
- 275-й гвардійський артилерійський полк (Наро-Фомінськ, Московська область)
- 538-й гвардійський зенітний ракетний полк (Наро-Фомінськ, Московська область)
- 137-й окремий розвідувальний батальйон (Наро-Фомінськ, Московська область)
- 339-й окремий ракетний дивізіон (Наро-Фомінськ, Московська область)
- 330-й окремий інженерно-саперний батальйон (Наро-Фомінськ, Московська область)
- 413-й окремий батальйон зв'язку (Наро-Фомінськ, Московська область)
- 196th-й окремий ремонтно-відновлювальний батальйон (Наро-Фомінськ, Московська область)
- 616-й окремий батальйон хімічного захисту (Наро-Фомінськ, Московська область)
- 165-й окремий медичний батальйон (Наро-Фомінськ, Московська область)
- 1088-й окремий батальйон матеріального забезпечення (Наро-Фомінськ, Московська область)

## Розташування
- Штаб (Наро-Фомінськ): 55 24 26N, 36 43 35E
- Наро-Фомінські казарми: 55 24 33N, 36 44 25E

## Оснащення
Оснащення на 19.11.90 (за умовами УЗЗСЄ):
- 12-й гвардійський танковий полк: 90 Т-80, 4 Т-64, 15 БМП-2, 33 БМП-1, 2 БРМ-1К, 2 БТР-70, 12 2С1 «Гвоздика», 3 БМП-1КШ, 2 ПРП-3, 2 Р-145БМ, 2 БТР-50ПУМ, 1 БТР-50ПУ, 1 РХМ-4, 1 МТП-1, 3 МТУ-20 та 20 МТ-ЛБТ
- 13-й гвардійський танковий полк: 119 Т-80, 5 Т-64, 3 Т-72, 39 БМП-2, 32 БМП-1, 2 БРМ-1К, 6 БТР-70, 12 2С1 «Гвоздика», 3 БМП-1КШ, 1 ПРП-3, 3 1В18, 1 1В19, 2 Р-145БМ, 2 БТР-50ПУМ, 1 РХМ-4, 1 МТП-1, 2 МТУ-20, 1 МТ-55А та 1 МТ-ЛБТ
- 14-й гвардійський танковий полк: 90 Т-80, 4 Т-64, 17 БМП-2, 34 БМП-1, 2 БРМ-1К, 5 БТР-70, 12 2С1 «Гвоздика», 1 БМП-1КШ, 1 ПРП-3, 3 1В18, 1 1В19, 4 Р-145БМ, 2 БТР-50ПУМ, 1 РХМ-4, 1 МТП-1, 2 МТУ-20 та 6 МТ-ЛБТ
- 423-й гвардійський мотострілецький полк: 31 Т-80, 1 Т-64, 28 БМП-2, 47 БМП-1, 2 БРМ-1К, 1 БТР-70, 12 2С1 «Гвоздика», 3 БМП-1КШ, 1 ПРП-3, 2 Р-145БМ, 1 РХМ-4, 3 РХМ та 2 БРЕМ
- 275-й гвардійський самохідний артилерійський полк: 24 2С3 «Акація», 12 БМ-21 «Град», 2 ПРП-3, 2 ПРП-4, 3 1В18, 1 1В19 та 2 Р-145БМ
- 339-й окремий ракетний дивізіон: 5 Р-145БМ
- 137-й окремий розвідувальний батальйон: 10 БМП-2, 7 БРМ-1К, 6 БТР-70, 2 Р-145БМ та 1 Р-156БТР
- 413-й окремий гвардійський батальйон зв'язку: 10 Р-145БМ та 1 ЗС-88

Оснащення на 1.1.2000 (за умовами УЗЗСЄ):
- 12-й гвардійський танковий полк: 92 Т-80, 9 БМП-2, 44 БМП-1, 4 БРМ-1К, 2 БТР-80, 23 2С3 «Акація», 2 БМП-1КШ, 3 ПРП-4, 2 РХМ, 1 РХМ-4, 1 Р-145БМ, 1 МТП-1, 3 МТУ-20, 312 осіб
- 13-й гвардійський танковий полк: 104 Т-80, 53 БМП-2, 5 БРМ-1К, 2 БТР-80, 24 2С3 «Акація», 6 БМП-1КШ, 1 ПРП-3, 2 ПРП-4, 2 ПУ-12, 2 РХМ, 1 МТП-1, 1 МТ-55А, 1 МТУ-20, 1595 осіб
- 14-й гвардійський танковий полк: 97 Т-80, 9 БМП-2, 44 БМП-1, 3 БРМ-1К, 2 БТР-80, 21 2С3 «Акація», 1 БМП-1КШ, 1 ПРП-3, 1 ПРП-4, 2 Р-145БМ, 2 РХМ, 1 РХМ-4, 1 МТП-1, 2 МТУ-20, 312 осіб
- 423-й гвардійський мотострілецький полк: 17 Т-80, 85 БМП-2, 5 БРМ-1К, 6 БТР-80, 27 2С3 «Акація», 8 БМП-1КШ, 1 ПРП-3, 3 ПРП-4, 2 ПУ-12, 2 РХМ, 3 МТ-ЛБТ, 1 БРЕМ-4, 1 МТУ-20, 1692 особи
- 275-й гвардійський самохідний артилерійський полк: 26 2С19 «Мста-С», 12 БМ-21 «Град», 1 ПРП-3, 3 ПРП-4, 3 1В18, 1 1В19, 1 Р-145БМ, 201 особа
- 538-й гвардійський зенітний ракетний полк: ЗРК «Тор», 211 осіб
- 137-й окремий розвідувальний батальйон: 11 БМП-1, 10 БРМ-1К, 6 БТР-80, 1 Р-145БМ, 1 Р-156БТР, 284 особи
- 413-й окремий гвардійський батальйон зв'язку: 9 Р-145БМ, 1 ПРП-4, 1 ЗС-88, 217 осіб
- 996-й окремий батальйон радіоелектронної боротьби: 4 СПР-2, 64 особи
- 616-й окремий батальйон радіаційного, хімічного та біологічного захисту: 1 РХМ-4, 64 особи

## Вшанування
- вулиця Кантемирівська в Москві;
- станція метро «Кантемирівська» в Москві;
- вулиця Гвардійців кантемирівців у Краматорську Донецької області.